# Іхан

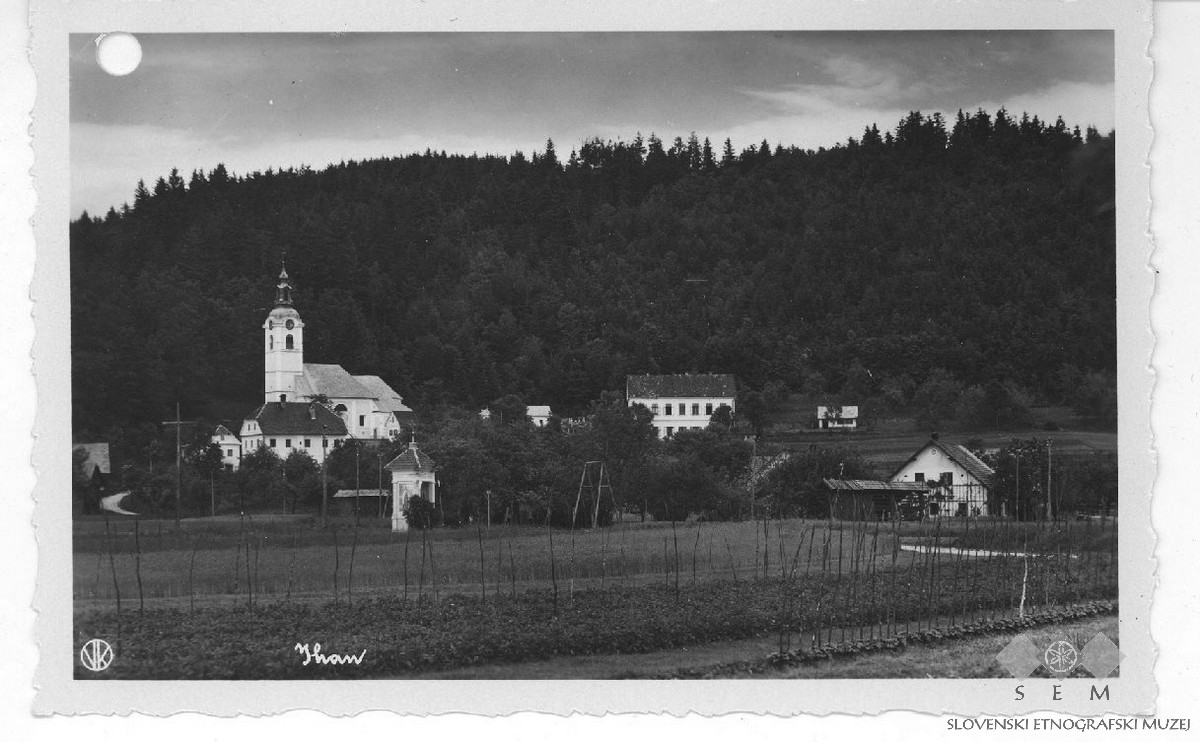
Місто на старій листівці

Іхан (словен. Ihan) — поселення в общині Домжале, Осреднєсловенський регіон, Словенія. 
Висота над рівнем моря: 286,7 м.